# Walter Brack
Carl Emil Walter Brack (ur. 20 grudnia 1880 w Berlinie, zm. 19 lipca 1919 w Berlinie) – niemiecki pływak, mistrz olimpijski, uczestnik Letnich Igrzysk Olimpijskich 1904 w Saint Louis.

## Kariera sportowa
Podczas igrzysk olimpijskich w Saint Louis zdobył złoty medal na 100 jardów stylem grzbietowym i srebrny na 440 jardów stylem klasycznym. Pomimo takich sukcesów nie startował ponownie na igrzyskach, ani na Olimpiadzie Letniej.